# Enthymem
Das Enthymem (gr.: ἐνθύμημα enthýmema „das Erwogene, das Beherzigte, das Argument“) ist ein auf Aristoteles zurückgehender Begriff der Rhetorik bzw. der Argumentationslehre.
Man spricht auch von einem „enthymemischen Wahrscheinlichkeitsschluss“ oder „rhetorischen“ oder „dialektischen“ Schluss, d. h. einem Schluss mit nicht ausgesprochenen Prämissen.

## Geschichte
Die erste Behandlung einer Theorie des Enthymems findet sich in dem pseudo-aristotelischen Rhetorik-Lehrbuch Rhetorik an Alexander, das wahrscheinlich von Anaximenes von Lampsakos verfasst wurde. Dort ist das Enthymem ein Überzeugungsmittel, das den Nachweis führt, dass der Gegner sich selbst widerspricht oder seine Aussagen oder Handlungen gegen gesellschaftlich-moralische Grundsätze verstoßen (im Gegensatz zu den eigenen).
Am nachhaltigsten prägte Aristoteles den Begriff. Wegen Mehrdeutigkeiten und interpretatorischen Missverständnissen finden sich in der darauffolgenden Rhetoriktradition und bis heute jedoch Enthymembegriffe, die sich untereinander und mit seinem Begriff widersprechen.
In Aristoteles’ Rhetorik ist das Enthymem das wichtigste Überzeugungsmittel, nämlich der rhetorische Beweis, bei dem die Prämissen von den Zuhörern anerkannte Meinungen sind. Die Prämissen von Enthymemen behandeln keine wissenschaftlichen Gegenstände und gelten dementsprechend zumeist nicht notwendig und allgemein, sondern nur in der Regel. Aristoteles charakterisiert das Enthymem zudem als Argument aus Wahrscheinlichem und Zeichen (An. pr. II 27 70a2). Vermutlich meint dies Folgendes: Wegen der behandelten Gegenstände gelten die Prämissen des Enthymems (fast immer) nicht notwendig (anders als wissenschaftliche Prämissen).
In der Folge gilt auch die Konklusion nur wahrscheinlich (necessitas consequentis). In der Tradition wurde aber auch die Art der Folgerungsbeziehung als bloß wahrscheinlich aufgefasst (necessitas consequentiae). In diesem Fall wären Enthymeme gar keine zwingend gültigen Schlüsse.
Neben den logisch notwendigen Enthymem kennt Aristoteles auch die Sonderform bestimmter Indizienschlüsse, die nicht notwendig gelten (wie etwa: ‚Es hat geregnet, denn die Straße ist nass‘).
Aristoteles erläutert, dass wegen der Redesituation und der Zielgruppe Enthymeme kürzer seien als andere Argumente. Oftmals würden daher Prämissen ausgelassen, die allen bekannt seien. (Rhet. I.2, 1357a7-18) Die Forderung, das Enthymem müsse weniger Prämissen haben, führt zur so genannten syllogismus truncatus-Lehre, das Enthymem bestehe aus einer Prämisse. Denn diese Forderung wurde vor dem Hintergrund der Syllogismus-Theorie des Aristoteles verstanden, in der ein Argument immer aus zwei Prämissen besteht. Diese Ansicht ist für das Mittelalter kennzeichnend, findet sich schon bei Avicenna und al-Fārābī
und geht möglicherweise auf Alexander von Aphrodisias zurück.

## Heutige Verwendung
In der Rede wird die vierteilige Struktur des strengen Syllogismus nur selten angewandt, sondern das Argument wird auf drei oder zwei Schritte reduziert; der fehlende Rest (die Proposition, eine der beiden Prämissen oder auch die Konklusion) wird vom Zuhörer „in Gedanken“ ergänzt. In vielen Schriften zur Rhetorik wird speziell nur dieser verkürzte Beweisgang Enthymem genannt, der vollständige Beweis heißt dann, wenn auch nicht im aristotelischen Sinne, Syllogismus.
Zum Teil wird der enthymemische Wahrscheinlichkeitsschluss vom bewussten Trugschluss („eristischer Syllogismus“) unterschieden und lediglich darauf hingewiesen, dass verkürzte Schlüsse für die persuasive Argumentation und Werbesprache charakteristisch sind. Anderenorts wird darauf hingewiesen, dass die Verkürzung des Beweisganges der bewussten Verschleierung einer Schwäche des Arguments dienen kann, wenn z. B. eine Prämisse weggelassen wird, die, wenn man sie ausformulierte, dem Zuhörer unglaubhaft erscheinen müsste.

## Beispiele aus dem Alltag
a) vollständig
Es wird Regen geben (Proposition/Beweisziel); denn wenn der Luftdruck fällt, gibt es Regen (erste Prämisse/Obersatz). Nun ist der Luftdruck gefallen (zweite Prämisse/Untersatz), also wird es regnen (Konklusion/Schlussfolgerung).
b) verkürzt
Es wird Regen geben; der Luftdruck ist gefallen.
Wenn der Luftdruck fällt, wird es regnen.
c) fehlende Prämisse
Er ist nicht bestechlich. Schließlich ist er Beamter. (Es fehlt die Prämisse: Kein Beamter ist bestechlich.)